# Grzegorz Pawłuszek
Grzegorz Pawłuszek (ur. 25 sierpnia 1970 roku w Złotowie) – polski piłkarz występujący na pozycji napastnika.
Wcześniej reprezentował barwy m.in. Lechii Gdańsk, Zawiszy Bydgoszcz, GKS Katowice, Górnika Konin, Polonii Warszawa, Stomilu Olsztyn, FC 08 Homburg, Eisenhüttenstädter FC Stahl, Unii Tczew, Cartusii Kartuzy, oraz Wierzycy Pelplin. W Ekstraklasie rozegrał 76 spotkań, zdobywając 16 bramek.
W sezonie 1995/1996 zdobył z drużyną GKS Katowice Superpuchar Polski.